# ネクスコ・メンテナンス北海道
株式会社ネクスコ・メンテナンス北海道（ネクスコ・メンテナンスほっかいどう）は、高速道路株式会社法により設立された特殊会社（NEXCO3社のうちの一つ）である東日本高速道路株式会社の維持修繕業務を専門として行う目的で設立された。
担当エリアは、北海道内の約700kmの高速道路を管理している。